# John Fernhout
Pour les articles homonymes, voir Fernhout.
John Fernhout (parfois crédité sous le nom  de John Ferno, né le 9 août 1913 à Amsterdam, mort le 1er mars 1987 à Jérusalem) est un réalisateur néerlandais. Il a également été directeur de la photographie et producteur.
Il a été nommé pour un Oscar en 1968 pour Sky Over Holland, et a remporté la Palme d'or du court métrage en 1967.

## Biographie

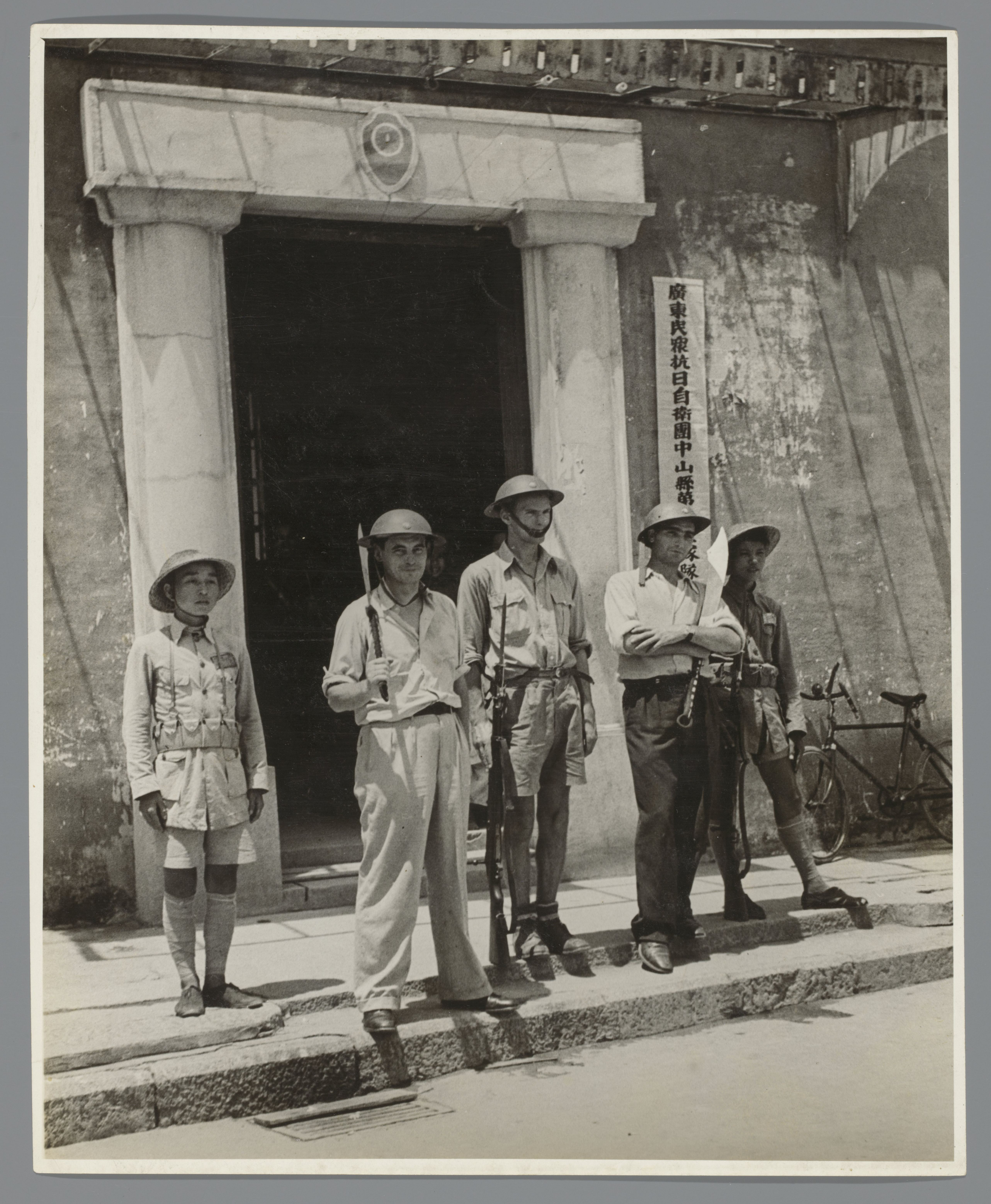
Joris Ivens, John Fernhout et Robert Capa en Chine (1938)

Il était le fils de la peintre néerlandaise Charley Toorop, et le frère du peintre néerlandais Edgar Fernhout (1912-1974). Il était marié avec la photographe Eva Besnyö (en 1932-1945), la danseuse américaine Polly Korchien (en 1945-1962) et la femme de lettres russe-juive Julia Wiener (en 1978-1987).

## Filmographie

### Réalisateur
- 1934 : L'île de Pâques
- 1939 : Les 400 Millions (The 400 Million)
- 1946 : The Last Shot
- 1947 : Forgotten Island
- 1965 : Fortress of Peace
- 1967 : Ciels de Hollande (Sky Over Holland)
- 1971 : Tree of Life

### Directeur de la photographie
- 1929 : Breaking
- 1930 : Zuiderzeewerken
- 1933 : New Earth
- 1934 : Productie van gastroduodenal ulcers bij de hond
- 1937 : The Spanish Earth
- 1939 : Les 400 Millions (The 400 Million)

## Nominations et récompenses
- 1967 : Palme d'or du court métrage pour Ciels de Hollande (Sky Over Holland)[1]
- 1968 : nommé pour l'Oscar du meilleur court métrage en prises de vues réelles pour Sky Over Holland